# Parabaeacis grangeri
Parabaeacis grangeri är en stekelart som beskrevs av Pierre L. G. Benoit 1951. Parabaeacis grangeri ingår i släktet Parabaeacis och familjen bracksteklar. Inga underarter finns listade i Catalogue of Life.